# Emily Murphy
Emily Murphy (nacida como Emily Gowan Ferguson; 14 de marzo de 1868-17 de octubre de 1933) fue una jurista, escritora y activista por los derechos de la mujer canadiense. En 1916, se convirtió en la primera magistrada mujer de Canadá y del Imperio Británico. Fue una destacada feminista y luchó por el reconocimiento de las mujeres como "personas" bajo la ley canadiense. 
Murphy formó parte del grupo conocido como "Las cinco famosas" (también llamado "Las cinco valientes"), un grupo de activistas por los derechos de la mujer también conformado por Henrietta Muir Edwards, Nellie McClung, Louise McKinney y Irene Parlby. En 1927, el grupo llevó a los tribunales el "Caso Personas", cuyo objetivo consistía en el reconocimiento de las mujeres como "personas cualificadas", lo que les permitiría asumir cargos en el Senado. La Corte Suprema de Canadá falló en contra de la petición, pero tras una apelación ante el Comité Judicial del Consejo Privado, el jurado de última instancia de Canadá en la época, el grupo consiguió ganar el caso.
Pese al reconocimiento por su lucha a favor de los derechos de las mujeres, otras actividades de Murphy han sido cuestionadas, en particular su participación en el desarrollo del Acta de Esterilización Sexual de Alberta y sus declaraciones de que varios inmigrantes de otros países, en especial China, corrompían a la raza blanca y la incitaban a consumir drogas. En su libro The Black Candle, escribió: "Es muy poco creíble que el vendedor ambulante chino promedio tenga la idea definida de hacer caer a la raza blanca (sus motivos, probablemente, están relacionados con la avaricia), pero en manos de sus superiores pueden convertirse en un poderoso instrumento para lograr tal fin".

## Primeros años
Emily Ferguson nació en Cookstown, Ontario, como la tercera hija de Isaac y Emily Ferguson. Isaac Ferguson era un hombre de negocios de mucho éxito.  De niña, Emily solía acompañar a sus hermanos Thomas y Gowan en sus aventuras; su padre alentaba este comportamiento y estableció que sus hijos e hijas compartieran las mismas responsabilidades. 
Ferguson creció bajo la influencia de su abuelo paterno, Ogle Robert Gowan, un político que en 1830 había fundado la rama local de la Orden Naranja de Canadá, y dos tíos, un jurista de la Corte Suprema y un senador, respectivamente. Su hermano también se graduó como abogado y consiguió empleo en la Corte Suprema. Su familia estaba conformada por miembros prominentes de la sociedad y Ferguson tuvo la ventaja de que sus padres la apoyaron para que tuviese una educación académica formal. También estaba emparentada con James Robert Gowan, abogado, juez y senador.
Ferguson asistió a la escuela Bishop Strachan, un colegio privado anglicano exclusivo para niñas de Toronto y, mediante una amiga, conoció a quien sería su esposo, Arthur Murphy, once años mayor que ella.
En 1887, la pareja contrajo matrimonio, y más adelante tuvieron cuatro hijas: Madeleine, Evelyn, Doris y Kathleen. Doris falleció joven tras contaer difteria. En 1903, después de su fallecimiento, la familia decidió cambiar de ambiente y se mudó al oeste, a Swan River, Manitoba, y más tarde, en 1907, a Edmonton, Alberta.

## Activismo

### Acta de Dower

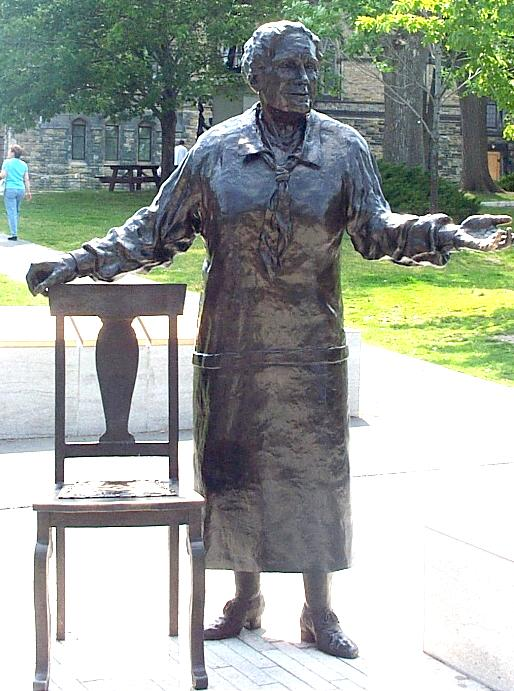
Estatua de Emily Murphy en el monumento a "Las cinco famosas", Parliament Hill, Ottawa.

A los cuarenta años de edad, cuando sus hijos se independizaron, Murphy comenzó a participar de manera activa en la organización de grupos de mujeres con otras amas de casa aisladas, con el objetivo de comentar ideas y planificar proyectos grupales. Además de la creación de estas organizaciones, Murphy comenzó a expresarse abierta y francamente sobre los desafortunados y las pobres condiciones de vida que proliferaban en la sociedad.
Su fuerte interés en los derechos y la protección de las mujeres y los niños se intensificó tras enterarse de la historia de una mujer de Alberta cuyo esposo había vendido la granja familiar y la había abandonado a ella y a sus hijos, dejándolos sin hogar y sin dinero. En aquella época, las leyes de propiedad no dejaban a las esposas con recurso legal alguno. Este caso motivó a Murphy a crear una campaña que asegurase los derechos de propiedad de las mujeres casadas. Con el apoyo de muchas mujeres que vivían en zonas rurales, Murphy comenzó a presionar al gobierno de Alberta para que les permitiese a las mujeres mantener los derechos sobre su tierra. En 1916, gracias a su campaña, la Legislatura de Alberta aprobó el Acta de Dower, que concedía a las mujeres los derechos legales sobre un tercio de las propiedades de sus esposos. La reputación de Murphy como activista de los derechos de las mujeres quedó establecida tras esta primera victoria política.

### Nombramiento como magistrada

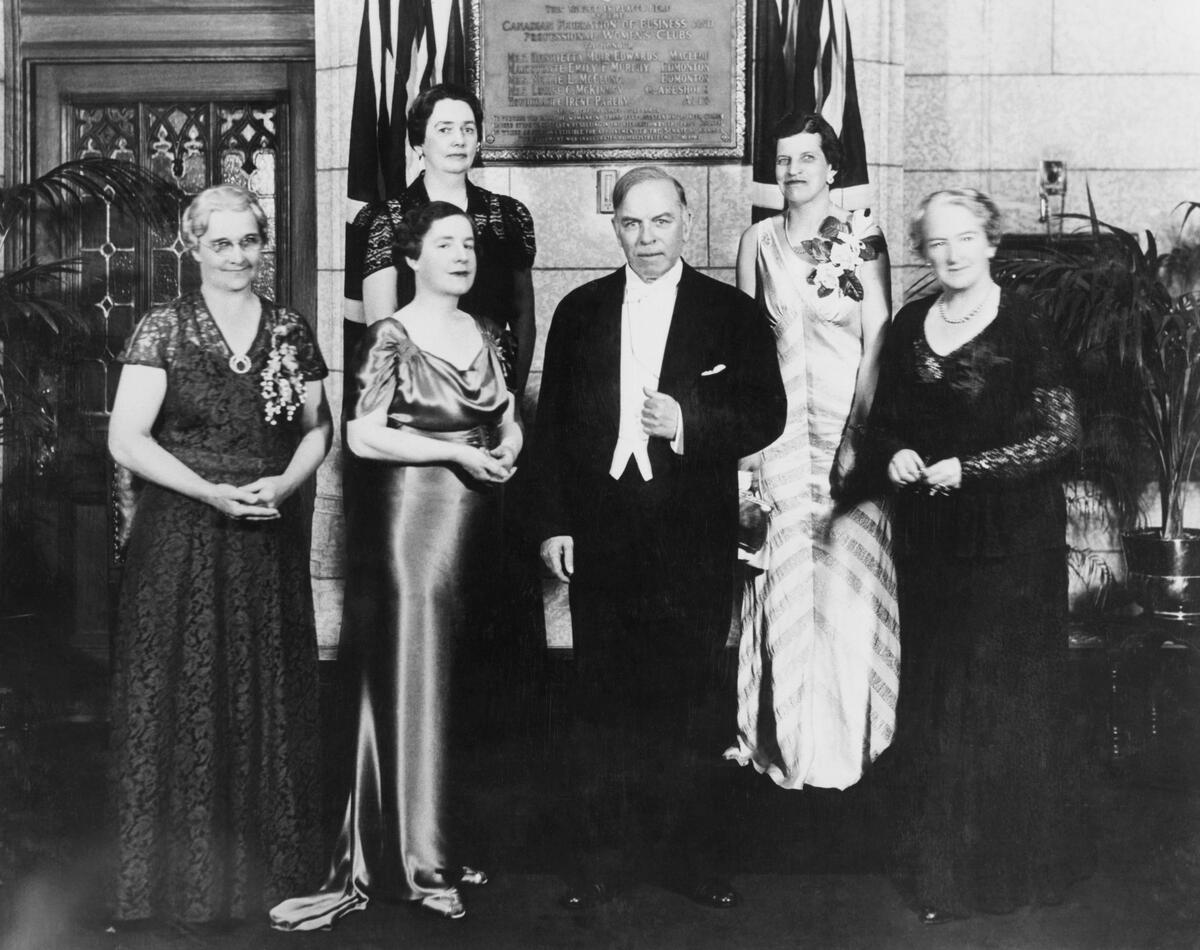
William Lyon Mackenzie King revela una placa en conmemoración a las cinco mujeres de Alberta que llevaron a los tribunales el Caso Personas.

En 1916, un grupo de mujeres, entre las que se encontraba Murphy, intentó observar el juicio de unas supuestas prostitutas que habían sido encarceladas bajo circunstancias "dudosas", pero se les pidió que abandonasen la sala con el pretexto de que el juicio no era adecuado para ser presenciado por personas de ambos sexos. Murphy consideró que la excusa era inaceptable y protestó ante el fiscal general de la provincia. "Si la evidencia no puede ser escuchada por personas de ambos sexos, entonces el gobierno debe establecer una corte especial presidida por mujeres para enjuiciar a otras mujeres", declaró. 
El pedido de Murphy fue aprobado y se convirtió en la primera magistrada mujer del Imperio Británico.
Su nombramiento como jueza, sin embargo, puso más en evidencia la situación irregular de las mujeres dentro de la ley. En su primer caso, llevado a cabo en Alberta el 1 de julio de 1916, encontró culpable a la acusada. El abogado de la condenada cuestionó el derecho de Murphy de dictar sentencia, ya que legalmente no era considerada una persona. La Corte Suprema Provincial negó la apelación.

### Caso Personas
En 1917, Murphy encabezó la batalla para lograr que las mujeres fuesen declaradas "personas" en Canadá, y, por lo tanto, pudiesen ocupar una banca en el Senado. El año anterior, el abogado Eardley Jackson había cuestionado su posición como jueza porque las mujeres no eran consideradas personas bajo el Acta de 1867. Esta creencia se basaba en una ley británica de 1876, que declaraba que "las mujeres pueden someterse a castgios y penalidades, pero no tienen derechos ni privilegios".
En 1919, Murphy presidió la conferencia inaugural del Instituto de Mujeres Federadas de Canadá, en la que se redactó una resolución para solicitar el nombramiento de una senadora mujer. El Consejo Nacional de Mujeres y el Club de Mujeres de Montreal apoyaron la resolución y eligieron a Murphy como su candidata.
Murphy comenzó a desarrollar un plan para que se aclarase la situación constitucional de las mujeres y se explicase cómo podrían llegar a ser senadoras. Para que su consulta fuese considerada, necesitaba que por lo menos cinco ciudadanos la firmasen. Solicitó la ayuda de otras cuatro mujeres de Alberta, y el 27 de agosto de 1927, Murphy y las activistas Nellie McClung, Louise McKinney, Henrietta Edwards e Irene Parlby enviaron la consulta al gabinete federal para que el gobierno nacional tratase el tema y lo enviase a la Corte Suprema de Canadá. La petición tenía dos consultas, pero el gobierno general las reformuló en una sola, y envió la siguiente consulta a la Corte Suprema: "¿Incluye a las mujeres la palabra 'persona' mencionada en la Sección 24 del Acta de la Norteamérica Británica?". La campaña adquirió reconocimiento como "El caso Personas" y llegó a la Corte en marzo de 1928. La Corte resolvió que las mujeres no estaban calificadas para ocupar una banda en el Senado. Murphy y sus compañeras decidieron apelar al Comité Judicial del Consejo Privado, de Gran Bretaña. El 18 de octubre de 1929, en una decisión caratulada como "Edwards vs. Canadá (Fiscal General)", el Consejo Privado declaró que la palabra "personas" incluida en la Sección 24 del Acta de 1867 se refería tanto a hombres como a mujeres, y, por tal motivo, las mujeres podían servir en el Senado. 
Pese a la victoria legal, Murphy nunca fue nombrada senadora. El primer ministro en la época, William Lyon Mackenzie King, era un liberal, mientras que Murphy era una partisana conservadora, por lo que el puesto fue ocupado por la filántropa Cairine Wilson en 1930. Tras las elecciones federales de 1930, en las que triunfó el conservador Richard Bedford Bennett, Murphy volvió a verse imposibilitada de ocupar un cargo en el Senado, dado que la vacante existente se había generado tras la muerte de un senador católico, y ella era protestante. Murphy fallecería en 1933, sin haber cumplido su sueño de pertenecer a la Cámara superior del gobierno canadiense.
El grupo de mujeres que llevaron a la Corte el caso Personas fue conocido como "Las cinco famosas", y fueron consideradas líderes en educación para las reformas sociales y los derechos de las mujeres. Desafiaron las convenciones y establecieron un importante precedente en la historia canadiense. En el Senado de Canadá, las cinco mujeres fueron homenajeadas con una placa en reconocimiento de sus logros. En 2004, Murphy, junto con las demás, fue incluida en el reverso de uno de los billetes de cincuenta dólares canadienses lanzados como una edición especial. En octubre de 2009, el Senado nombró a las cinco mujeres "senadoras honoríficas".